# Театральная площадь (Евпатория)
Театральная площадь (укр. Театральна площа) — главная площадь города Евпатория. Является центром города, от неё начинается проспект Ленина (на запад), улица Гоголя и улица Дувановская (на юг к набережной им. М. Горького), улица Бартенева и проезд Анны Ахматовой (на восток к набережной им. В.Терешковой).

## Описание

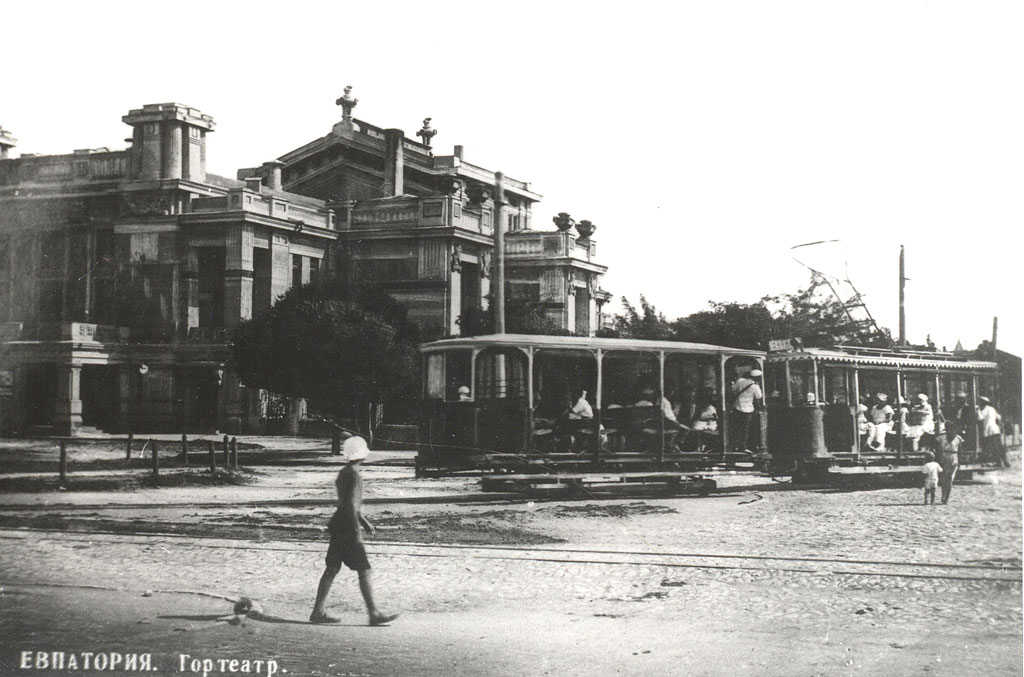
Театральная площадь в 1930-е годы

По площади проходят линии  маршрутов №1 (мкрн. Спутник-1 - ул. Симферопольская) и №2 (Театр им. Пушкина - Мойнаки) Евпаторийского трамвая.
Исторический ансамбль площади в основном сложился в 1900-1910 годы. Над ним работали такие талантливые архитекторы как А. Л. Генрих и  П. Я. Сеферов. Многие здания - объекты культурного наследия регионального и федерального значения.

## Памятники истории и архитектуры

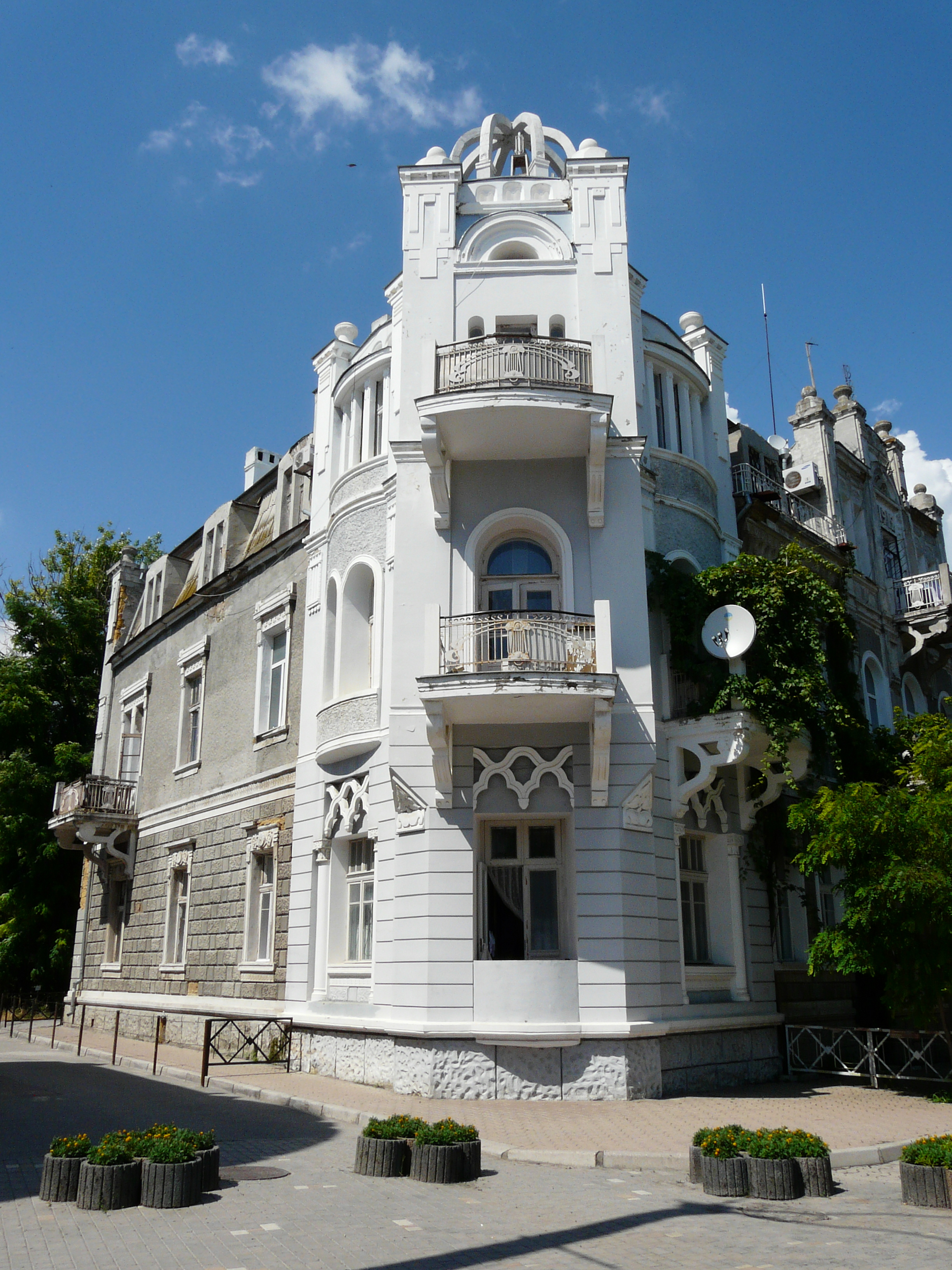
Дом по ул. Буслаевых, 30, Дом лётчиков
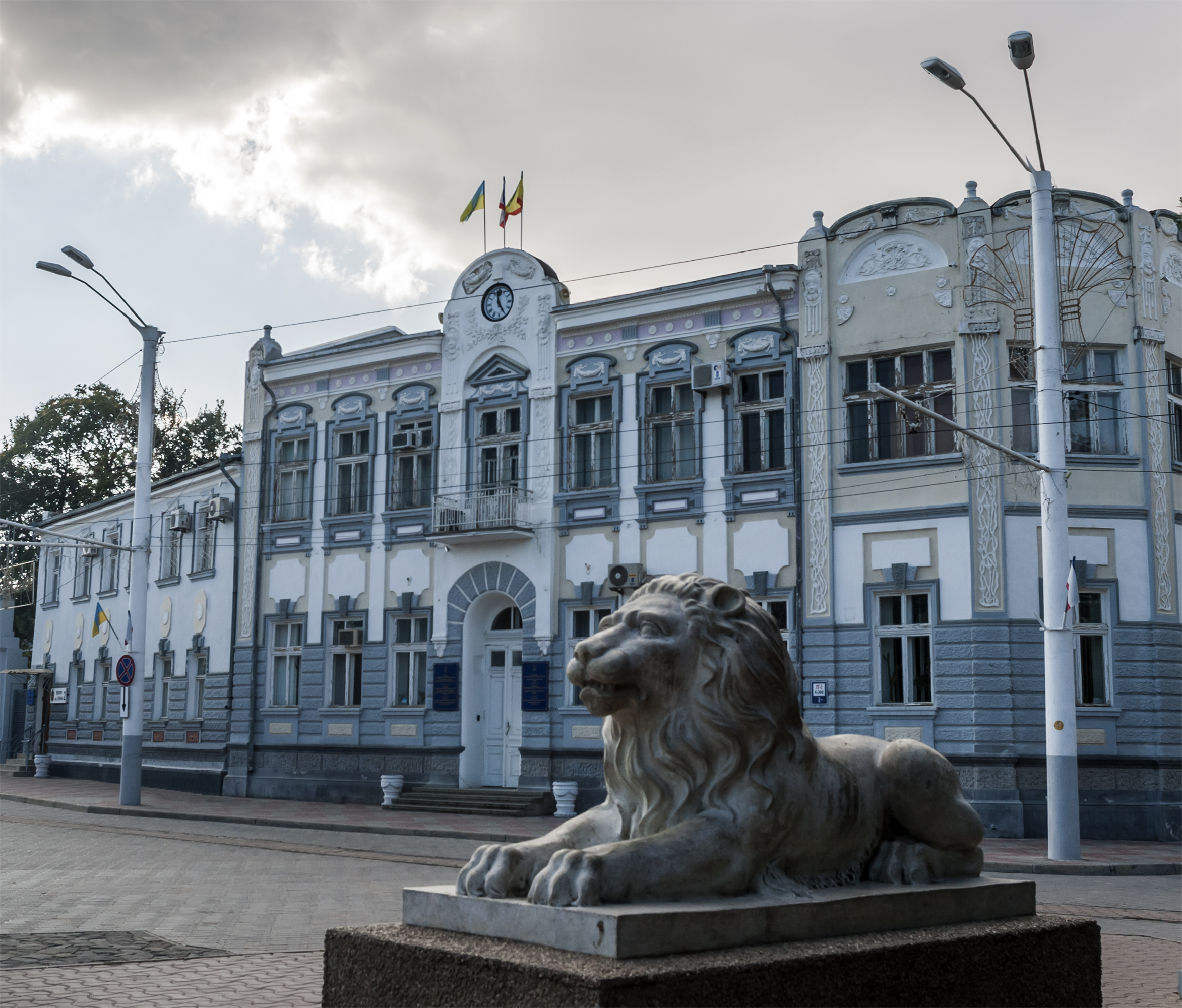
Дом Овчинникова, ныне здание Администрации города Евпатория
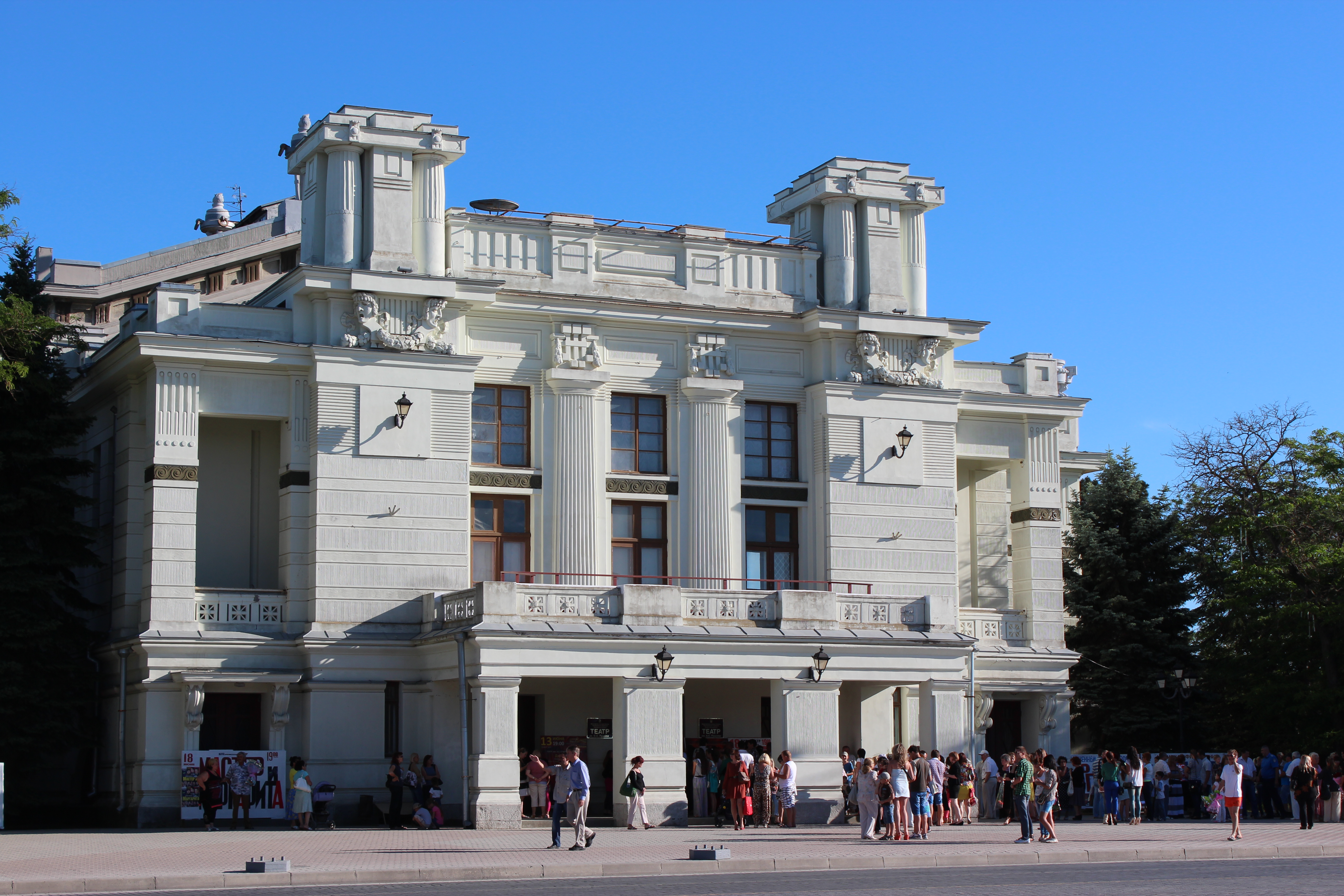
Евпаторийский театр имени А. Пушкина
- Библиотека имени А. С. Пушкина (Евпатория)
- Администрация города Евпатория
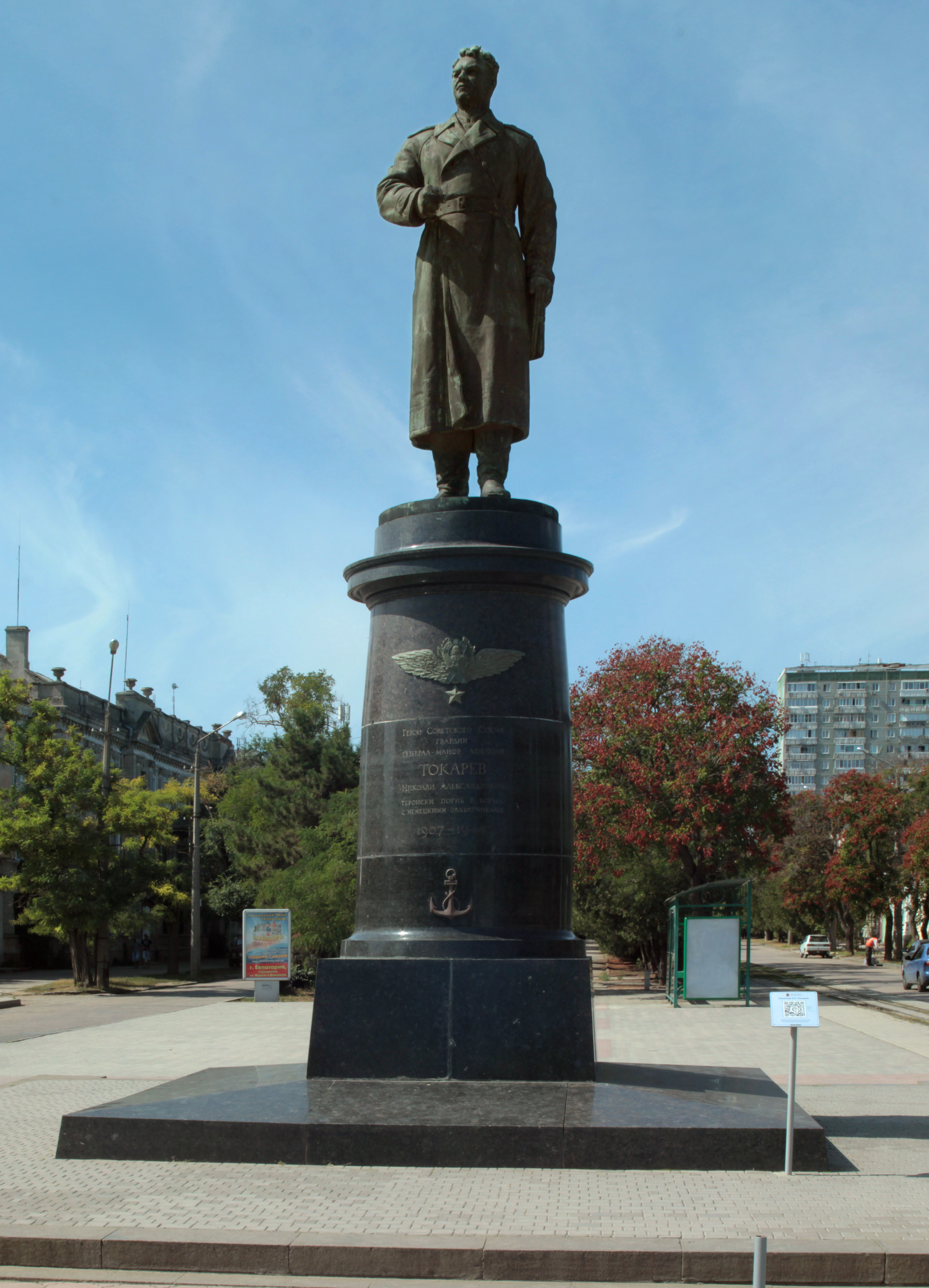
Памятник генерал-майору авиации Н.А. Токареву
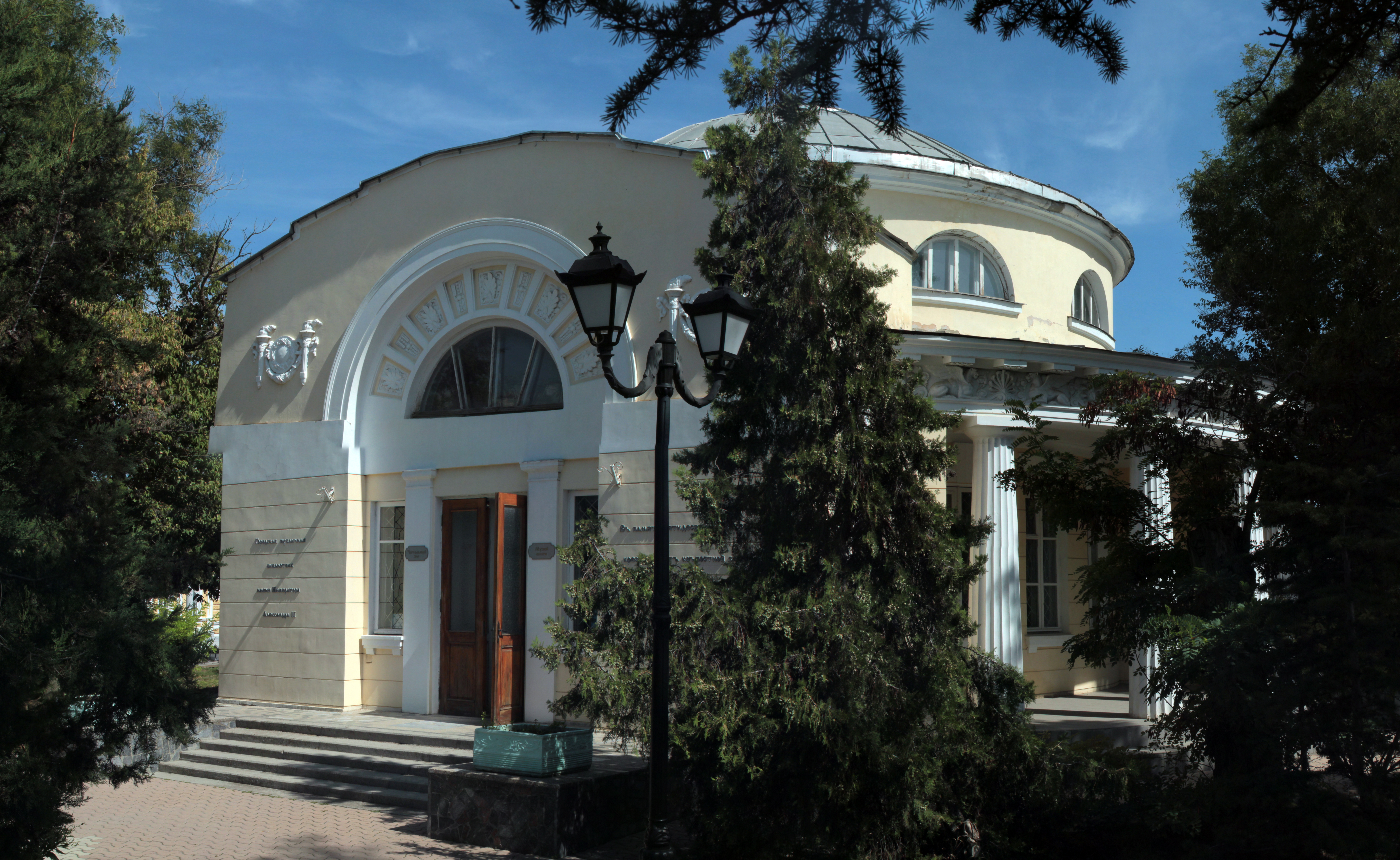
Библиотека имени Александра II, ныне Городская библиотека имени А. С. Пушкина

- Кинотеатр «Ракета»
- Сквер им. В.И. Ленина
- Памятник мэру города С.Э. Дувану
- Стена с гербом и историей города

- Дом по ул. Буслаевых, 30, Дом лётчиков  Объект культурного наследия народов РФ регионального значения. Рег. № 911710938350005 (ЕГРОКН)
- Дом Овчинникова, ныне здание Администрации города Евпатория  Объект культурного наследия народов РФ регионального значения. Рег. № 911710939160005 (ЕГРОКН)
- Евпаторийский театр имени А. Пушкина  Объект культурного наследия народов РФ федерального значения. Рег. № 911510359710006 (ЕГРОКН)
- Памятник генерал-майору авиации Н. А. Токареву Объект культурного наследия народов РФ регионального значения. Рег. № 911710841240005 (ЕГРОКН)
- Библиотека имени Александра II, ныне Городская библиотека имени А. С. Пушкина Объект культурного наследия народов РФ регионального значения. Рег. № 911710828510005 (ЕГРОКН)